# Wachromiejewo (obwód astrachański)
Wachromiejewo (ros. Вахромеево) – wieś w Rosji, w obwodzie astrachańskim, w rejonie ikrianinskim. W 2010 roku liczyła 150 mieszkańców.
We wsi jest 5 ulic. Kod pocztowy: 416366.